# Автомагістраль A22 (Нідерланди)
Автомагістраль A22 — автомагістраль у Нідерландах. Це одна з найкоротших автострад у Нідерландах, загальною довжиною приблизно 8 кілометрів.
A22 починається на розв'язці Velsen, де вона відділяється від автостради A9. Після розв'язки IJmuiden, виїзду IJmuiden, тунелю Велзерт і виїзду Beverwijk, вона з'єднується з автомагістраллю A9 на розв'язці Beverwijk.

## Вейкертунель
До 1996 року вся автомагістраль A22 була частиною A9, але через зростання проблем пропускної спроможності в тунелі Велзерт і навколо нього було вирішено побудувати додатковий тунель приблизно в кілометрі на схід від тунелю Велзерт: Вейкертунель. Коли цей тунель було завершено, нова ділянка дороги та тунель стали частиною A9, а старі дорога та тунель були перенумеровані на A22. І новий, і старий тунель мають по дві смуги в кожному напрямку.